# Maisa Tännu
Maisa Tännu, död 1659, var en svarande i en häxprocess. Hennes mål tillhör de mer uppmärksammade av trolldomsmålen i Finland, som på den tiden var en del av Sverige.  
Maisa Tännu åtalades 1659 för trolldom. Flera vittnen anklagade henne vid rättegången för att ha uttalat hotelser, som sedan också inträffat i verkligheten. Tännu sade sig inte känna igen någon av dessa hotelser och tillbakavisade anklagelserna. Hon dömdes som skyldig till anklagelserna och dömdes till döden. 